# Gótico colegial

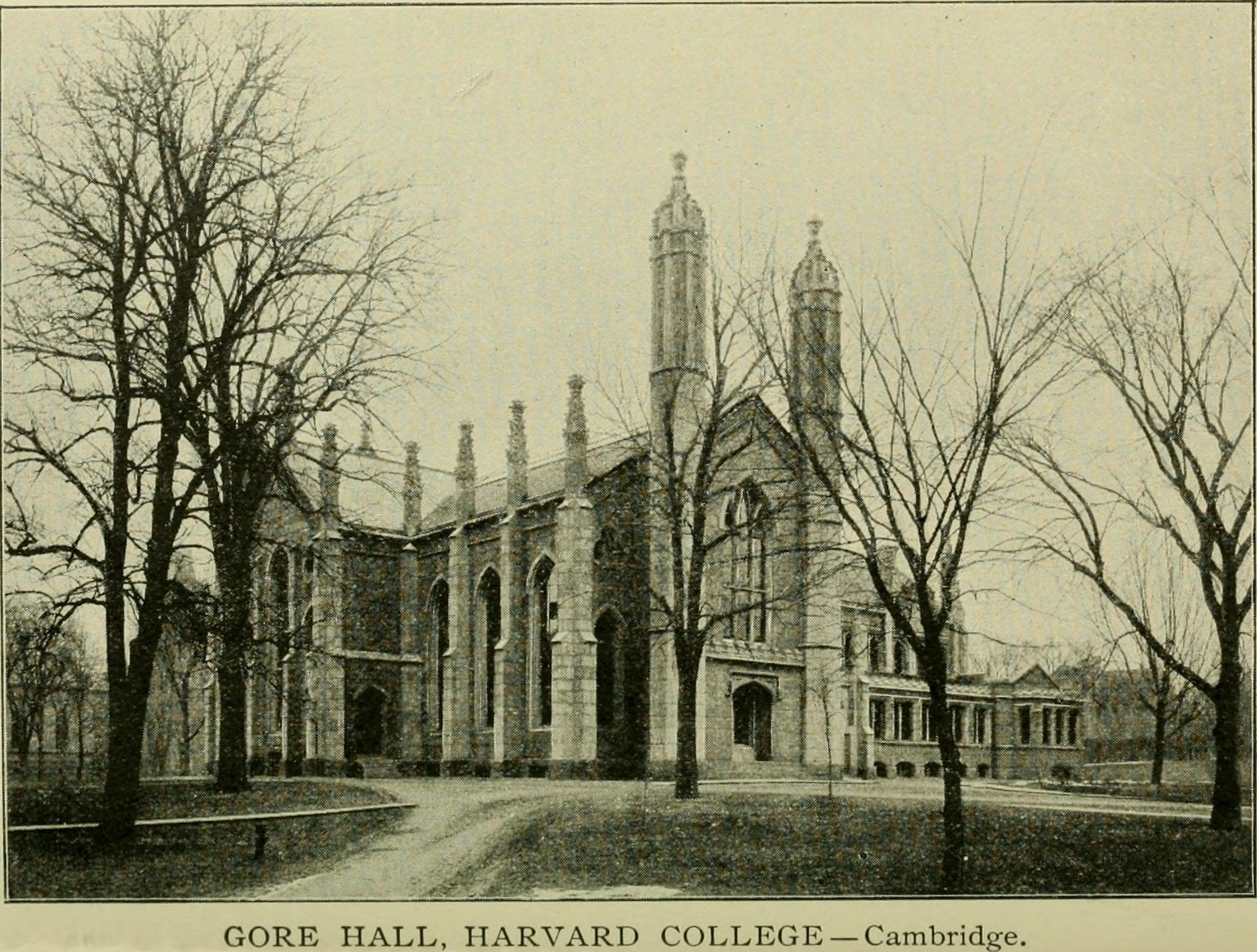
Gore Hall(1837-1841), Harvard College, arquitecto Charles Bullfinch.

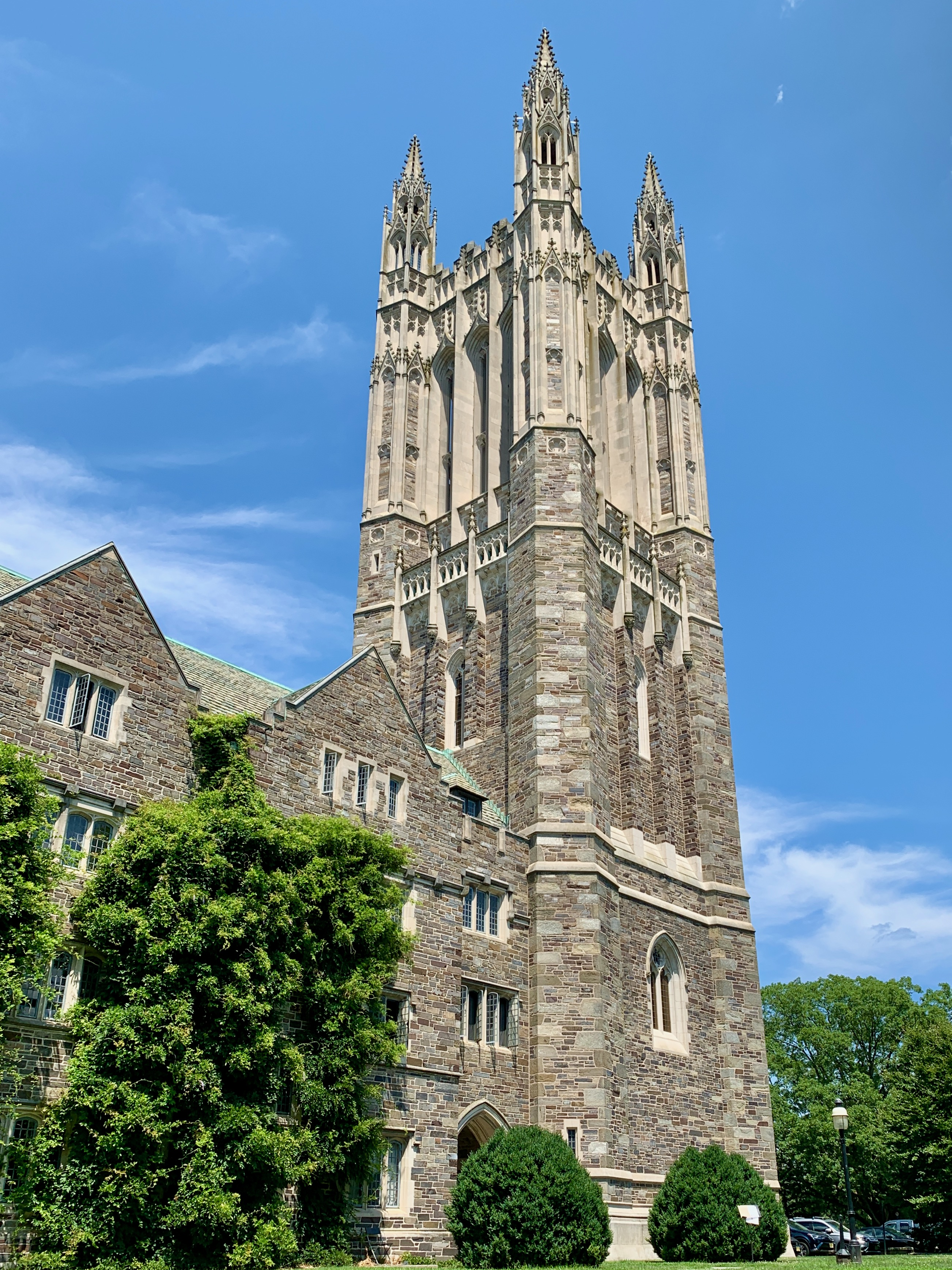
Cleveland Tower (1913), Universidad de Princeton, Ralph Adams Cram

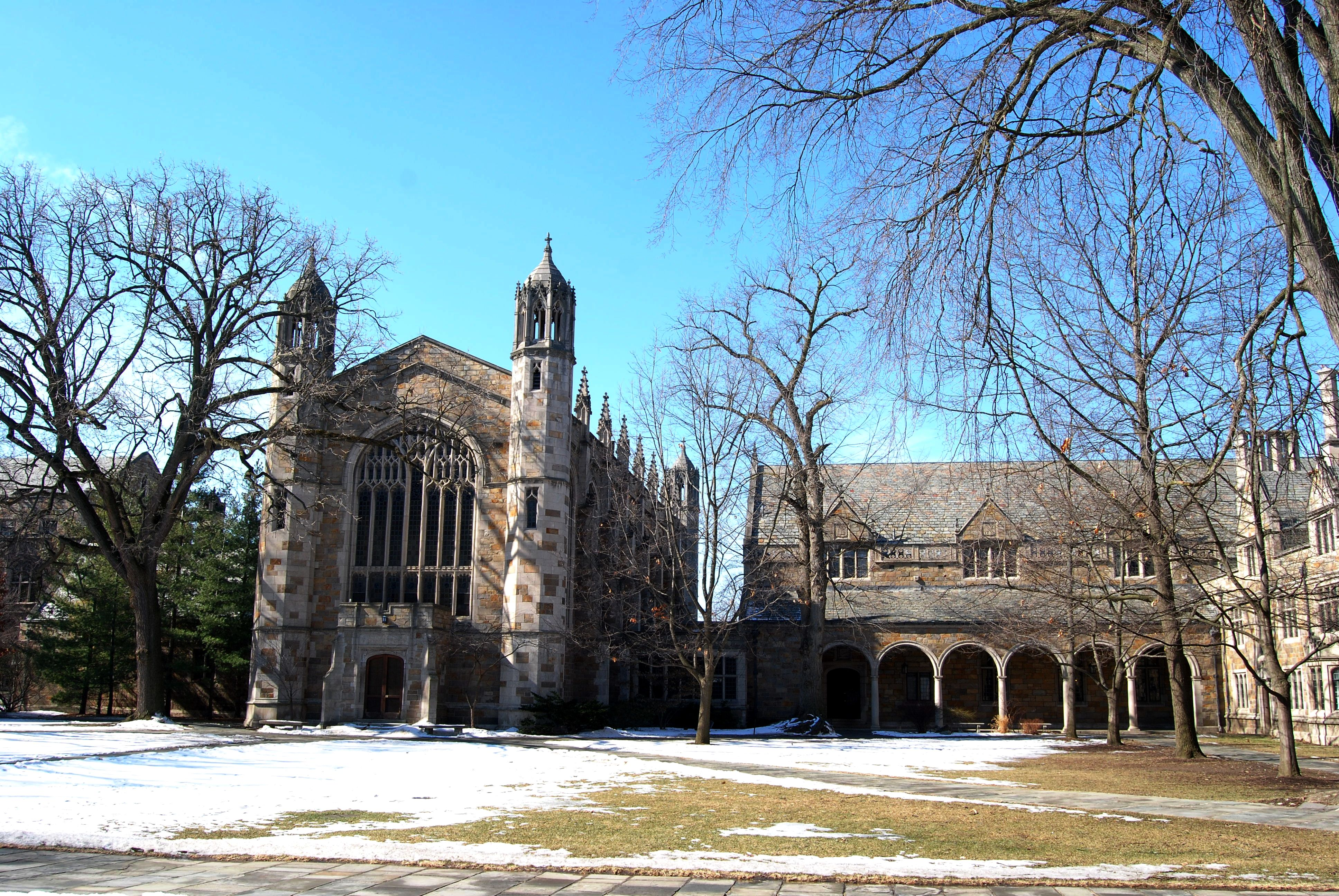
Law Quadrangle en la Universidad de Míchigan (1923–33), por los arquitectos York y Sawyer

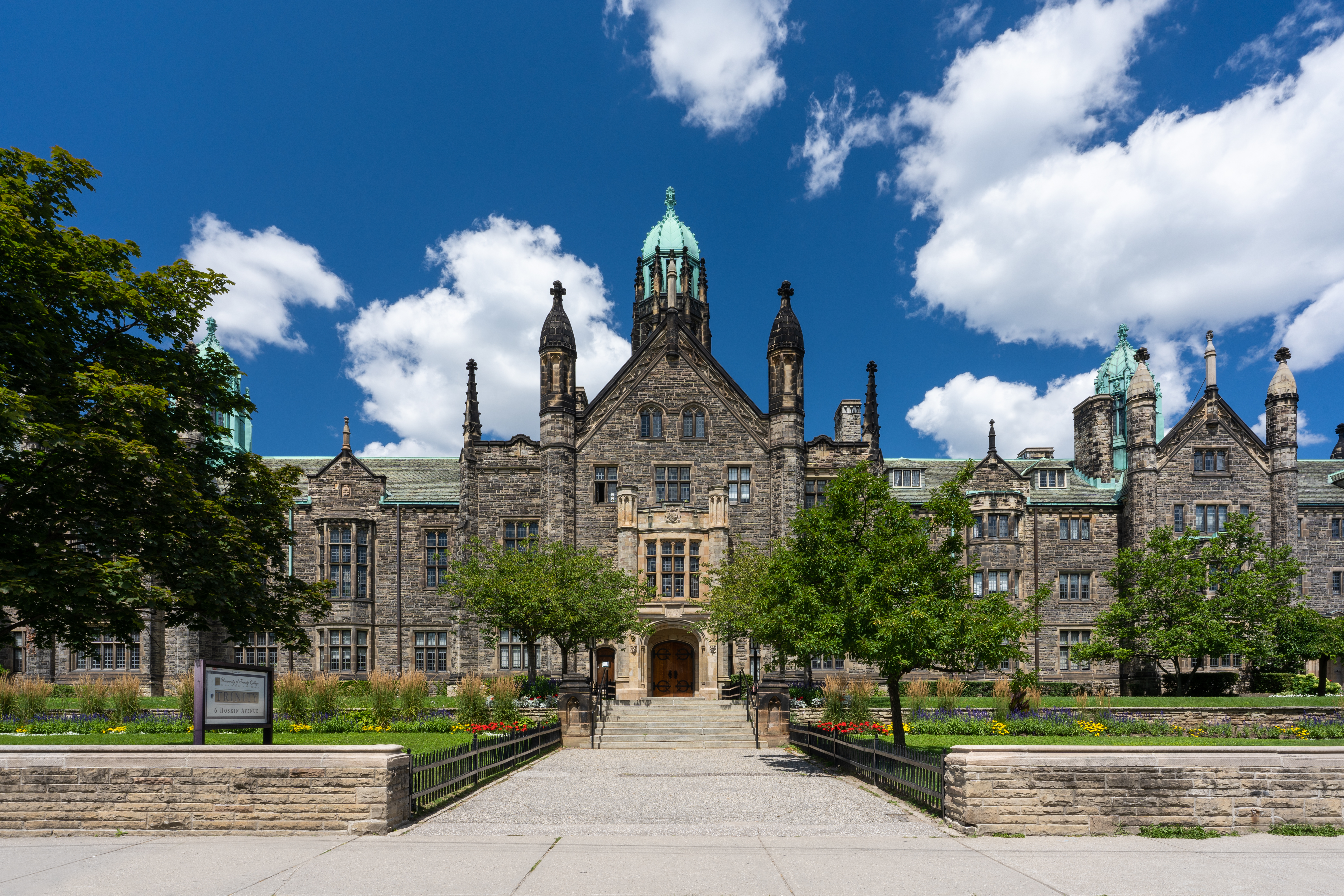
Trinity College (1851), Universidad de Toronto, Kivas Tully

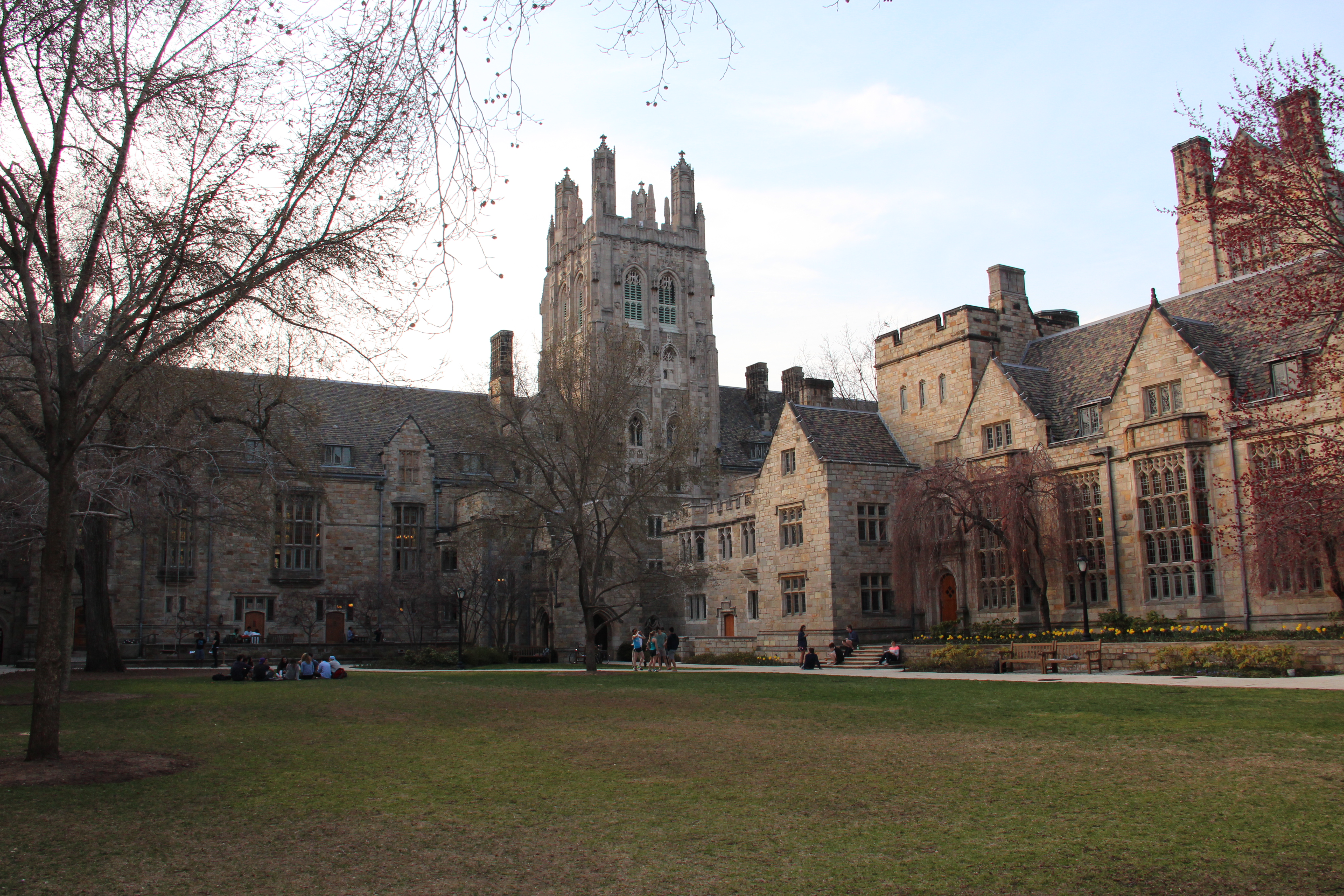
Memorial Quadrangle en la Universidad de Yale (1917-1921) por el arquitecto James Gamble Rogers.

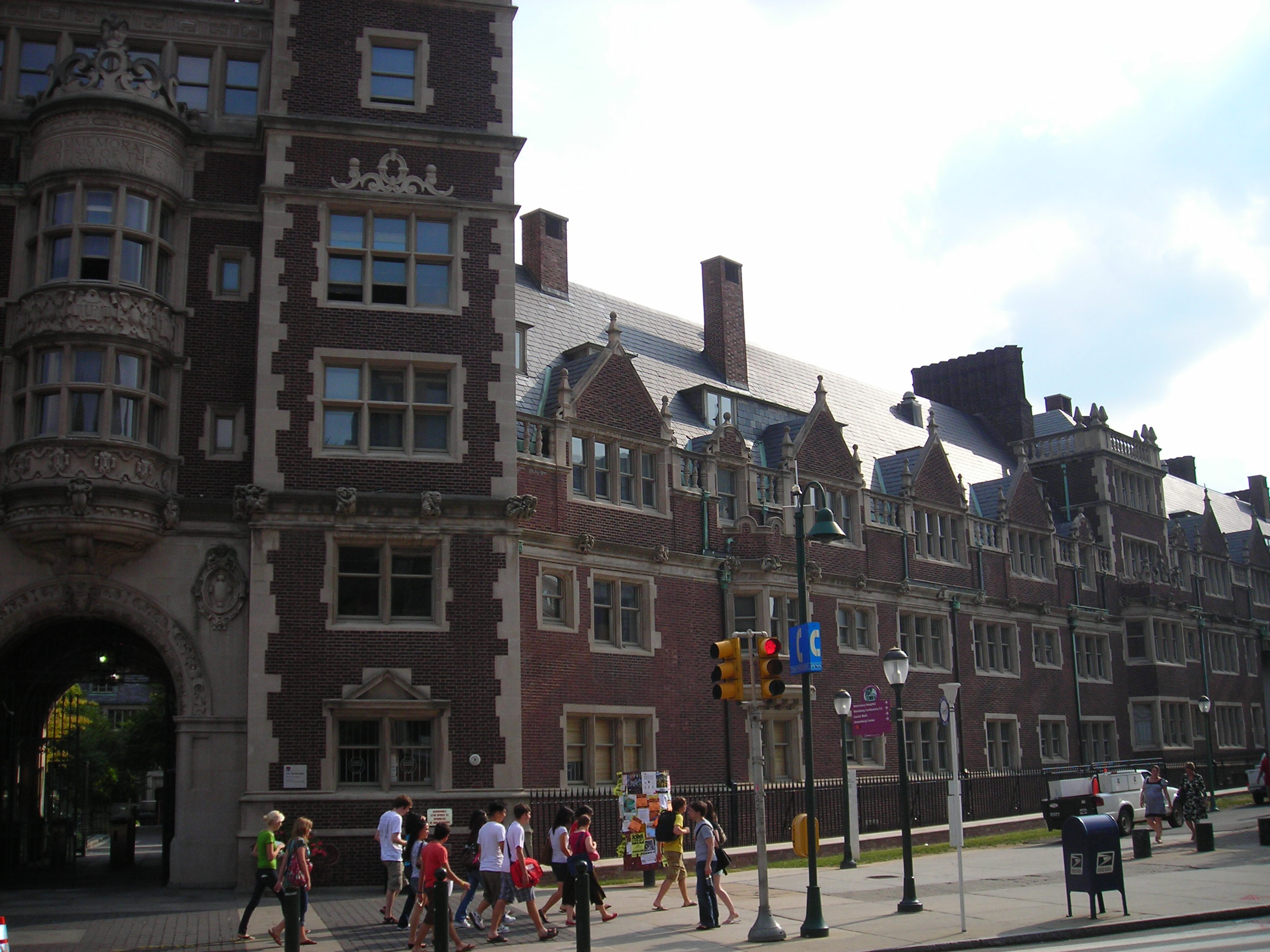
Cuartrangle Dormitories en la Universidad de Pensilvania (1894-1911), por los arquitectos Cope y Stewardson.

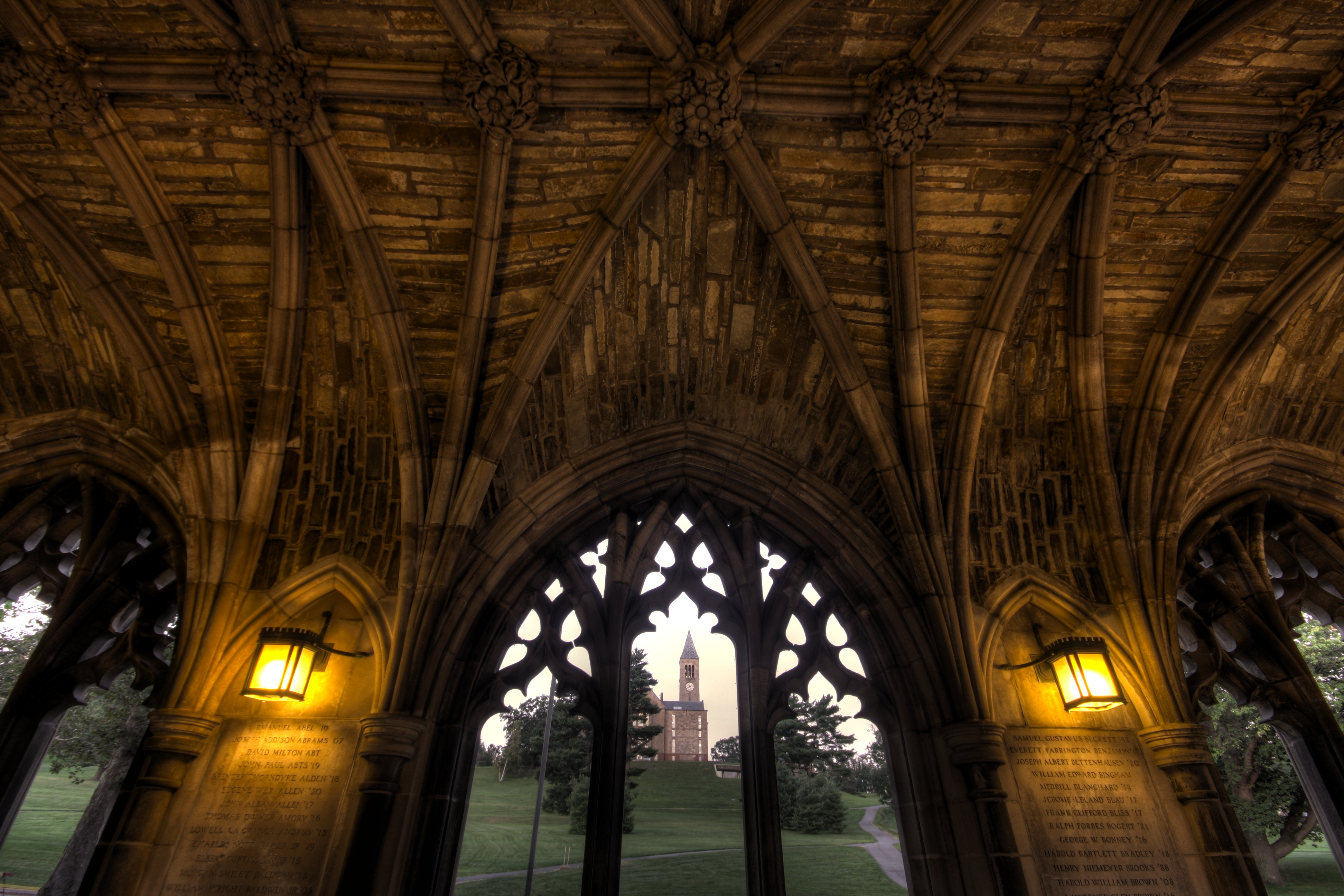
Lyon, McFaddin and War Memorial (1928), Universidad Cornell, Charles Klauder

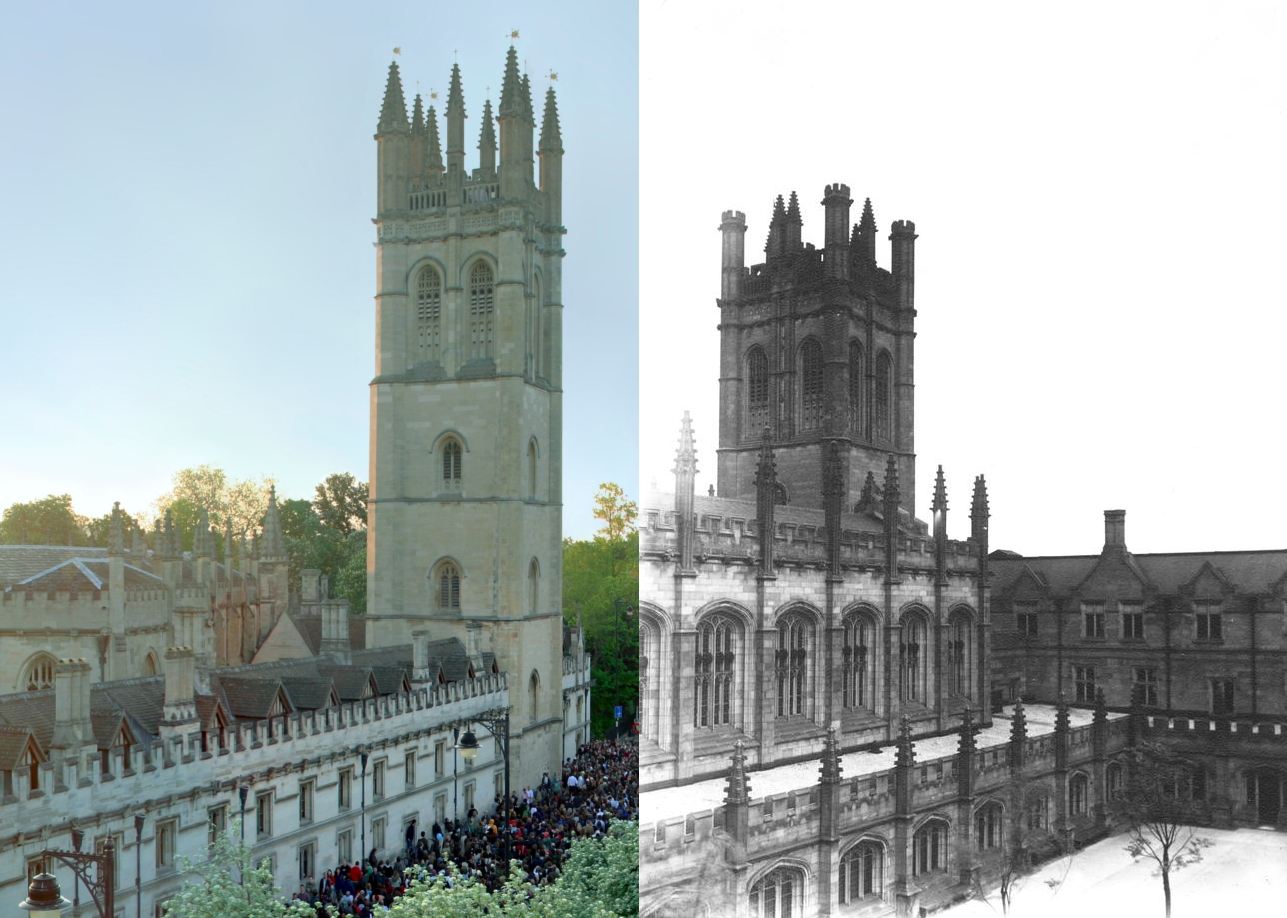
Shepley, Rutan & Coolidge fueron los autores de la Torre Mitchell (1901-1908) para la Universidad de Chicago, muy parecida a la Torre Magdalena de la Universidad de Oxford

El gótico colegial (en inglés: Collegiate Gothic) es un estilo arquitectónico, subgénero de la arquitectura neogótica, que fue popular a finales del siglo XIX y principios del XX para diseñar edificios universitarios y centros de enseñanza secundaria en Estados Unidos y Canadá, y en menor medida en Europa. Una forma de arquitectura historicista, buscaba inspiración en los edificios ingleses de estilo tudor y góticos. Ha regresado en el siglo XXI en forma de nuevos edificios prominentes en escuelas y universidades, incluyendo las de Princeton y Yale.
Ralph Adams Cram, posiblemente el principal arquitecto y teórico del neogótico a principios del siglo XX, señalaba el atractivo del gótico para las instalaciones educativas en su libro Gothic Quest como, «A través de la arquitectura y de sus artes aliadas, tenemos el poder de obligar a los hombres e influir en ellos, como pocos que dependen de la palabra hablada. Es para nosotros, parte de nuestro deber y nuestro mayor privilegio actuar... para difundir lo que es verdad».

## Historia

### Comienzos
La arquitectura de inspiración gótica se usó en los edificios de las universidades estadounidenses a partir de 1829, cuando se completó el "Old Kenyon" en el campus de Kenyon College, en Gambier (Ohio). Alexander Jackson Davis University Hall (1833 a 1837, demolido 1890), en la Universidad de Nueva York Washington Square Park, fue otro de los primeros ejemplos. La biblioteca tipo iglesia de Richard Bond para Gore Hall (Harvard College library) (1837-1841, demolida en 1913), se convirtió en el modelo para otros edificios de bibliotecas. El edificio de la Academia Libre de James Renwick Jr. (1847-1849, demolido en 1928), para lo que hoy es el City College de Nueva York, continuó en el mismo estilo. Inspirado en el londinense palacio de Hampton Court, Charles Ulricson, nacido en Suecia, diseñó Old Main (1856-1857) en el Knox College en Galesburg (Illinois).
Después de la guerra civil estadounidense, se agregaron edificios idiosincrásicos del gótico victoriano superior a los recintos de muchas de las universidades estadounidenses entre ellos:
- el Farnam Hall (1869-1870) en el Colegio de Yale, obra del arquitecto Russell Sturgis;
- el College Hall (1870-1872) en la Universidad de Pensilvania, obra de  Thomas W. Richards;
- el Memorial Hall  (1870-1877) para el Harvard College, de los arquitectos William Robert Ware y Henry Van Brunt;
- el Sage Hall (1871-1875) en la Universidad Cornell, del arquitecto Charles Babcock.

En 1871, arquitecto inglés William Burges diseñó una hilera de vigorosos edificios de inspiración en el gótico francés para el Trinity College: Seabury Hall, Northam Tower, Jarvis Hall (todos completados en 1878) en Hartford, Connecticut. Los gustos se volvieron más conservadores en la década de 1880, y «poco después, la arquitectura universitaria llegó a preferir un gótico más académico y menos inquieto».

### Movimiento
A finales de la década de 1880, los arquitectos de Filadelfia Walter Cope y John Stewardson ampliaron el campus del Bryn Mawr College en un estilo subestimado de estilo gótico inglés que era muy sensible al sitio y los a materiales. Inspirados por la arquitectura de las universidades de Oxford y Cambridge, historicistas, pero no copistas literales, Cope y Stewardson fueron muy influyentes en el establecimiento del estilo gótico colegiado. Tuvieron encargos seguidos para edificios en la Universidad de Pensilvania (1895-1911), en la Universidad de Princeton (1896-1902) y en la Universidad Washington en San Luis (1899-1909), marcando los inicios nacientes de un movimiento que transformó muchos campus universitarios en todo el país.
En 1901, la firma Shepley, Rutan & Coolidge creó un plan maestro para un campus de la incipiente Universidad de Chicago en gótico colegial, y luego pasaron los siguientes 15 años completándolo. Algunas de sus obras, como la Torre Mitchell (1901-1908), eran copias casi literales de edificios históricos.
El movimiento cobró mayor impulso cuando Charles Donagh Maginnis diseñó el Gasson Hall en el Boston College en 1908. Maginnis & Walsh continuaron diseñando edificios en estilo gótico colegial en otros veinticinco campus, incluidos los edificios principales en el Emmanuel College (Massachusetts) y la ley Escuela de la Universidad de Notre Dame en Indiana. Ralph Adams Cram diseñó una de las colecciones más poéticas de edificios góticos colegial para el Colegio de Graduados de la Universidad de Princeton (1911-1917).
James Gamble Rogers realizó un extenso trabajo en la Universidad de Yale, a partir de 1917. Algunos críticos afirman que llevó la fantasía historicista al extremo, mientras que otros optan por centrarse en lo que se considera ampliamente como el hermoso y sofisticado campus de Yale resultante. Rogers fue criticado por la creciente arquitectura moderna. Su edificio Sterling Memorial Library (1927-1930), con sus imágenes eclesiásticas y su espléndido uso de ornamentos, fue objeto de un ataque verbal de uno de los estudiantes de Yale:

Un edificio moderno construido para las necesidades puramente modernas no tiene excusa para partir de una orgía de prostituido medievalismo e iconografía obsoleta.

Otros arquitectos, en particular John Russell Pope y Bertram Goodhue —que justo antes de su muerte dibujaron la versión original de la Biblioteca Sterling de Yale en la que trabajaba Rogers—, defendieron y contribuyeron significativamente a la versión particular de gótico colegial de Yale.
Siguiendo la decisión de la Universidad McMaster de trasladarse a Hamilton (Ontario), el arquitecto canadiense William Lyon Somerville diseñó su nuevo campus (1928-1930) en el estilo gótico colegial.

### Origen del término
El arquitecto estadounidense Alexander Jackson Davis «generalmente está acreditado por haber establecido la denominación», documentada en una descripción manuscrita de su propia English Collegiate Gothic Mansion de 1853 para los Harrals de Bridgeport, Connecticut. El movimiento fue conocido como "gótico colegial" en la década de 1890.

### Comentario de 1904
En su alabanza por los Cuartrangle Dormitories de Cope & Stewardson en la Universidad de Pensilvania, el arquitecto Ralph Adams Cram reveló algunas de las implicaciones raciales y culturales que subyacen en el gótico colegial:

Por supuesto, fue en el gran grupo de dormitorios de la Universidad de Pensilvania que Cope y Stewardson se presentaron por primera vez ante todo el país como los grandes exponentes de la poesía arquitectónica y de la importancia de la continuidad histórica y la connotación de la escolástica. Estos edificios se encuentran entre los más notables construidos en América...

Primero que todo, digamos, de una vez, que ante todo, son lo que deberían ser: escolásticos en la inspiración y el efecto, y escolásticos del tipo que es nuestro por herencia; de Oxford y Cambridge, no de Padua o Wittenberg o París. También son pintorescos, incluso dramáticos; son absolutamente maravillosos en masa y en composición. Si no son una inspiración constante para aquellos que viven dentro de sus muros o pasan a través de sus "quads" o sus arcos abovedados, no es su culpa suya, sino la de los propios hombres.

La torre [Memorial de la guerra hispanoamericana] ha sido severamente criticada como una abstracción arqueológica creada para conmemorar el heroísmo estadounidense contemporáneo. La crítica me parece justa, aunque únicamente en una medida. El heroísmo estadounidense se remonta al heroísmo inglés; la sangre derramada antes de Manila y en San Juan Hill era la misma sangre que fluía en Bosworth Field, Flodden y Boyne. Por lo tanto, la base británica del diseño es indispensable, ya que tales eran las bases raciales.

### Híbridos
Los complejos arquitectónicos góticos colegiados eran a menudo composiciones horizontales, excepto por una sola torre o torres que suscitaban admiración.
En la Universidad de Pittsburgh, a Charles Klauder se le presentó un sitio limitado y optó por la verticalidad. La «cathedral of Learning» (1926-1937), un «rascacielos» de 42 pisos con estructura de acero y piedra caliza, es el segundo edificio universitario más alto del mundo y el segundo edificio más alto de estilo gótico colegial. Se ha descrito como la culminación literal de la arquitectura del neogótico tardío.
La torre alberga una sala gótica de medio acre cuya masa  está sostenida por sus arcos de 16 m de altura. Está acompañada por otras edificaciones del campus también realizadas por Klauder, incluyendo el Monumento a Stephen Foster (1935-1937) y en inspiración del gótico francés la Heinz Memorial Chapel (1933-1938).